# Castillo de Ivrea
El castillo de Ivrea es un antiguo castillo ubicado en el centro de la ciudad piamontesa de Ivrea en el norte de Italia.

## Historia
La construcción del castillo empezó en 1358 por voluntad de Amadeo VI de Saboya, llamado el Conde Verde, quien encargó la dirección de los trabajos al arquitecto Ambrogio Cognone. Amadeo quiso que el castillo se levantara entre los dos edificios símbolos del poder medioeval: el Palacio Episcopal (poder religioso) y el Palacio Comunal (poder político). Para permitir la construcción del castillo varias casas tuvieron que ser demolidas, inclusa una parte de los muros septentrionales de la ciudad.
En 1676 un relámpago destruyó una de las cuatro torres originales que era utilizada como polvorín.